# Corpus des Luthistes Français
Corpus des Luthistes Français („Corpus der französischen Lautenisten“) ist eine Editionsreihe zu alter Lautenmusik, die seit den 1960er Jahren in Paris erscheint (Editions du Centre national de la recherche scientifique). Die beiden Bände mit den Werken Robert Ballards erschienen 1963 und 1964. Bei den Ausgaben wurden die Tabulaturen prinzipiell im Neusatz mitgeliefert.
Zu den Herausgebern der einzelnen Bände der Reihe zählen in alphabetischer Reihenfolge: François-Pierre Goy, Daniel Heartz, Pierre Jansen, Jean Jacquot, Christian Meyer, Richard de Morcourt, Jean-Michel Noailly, Michel Renault, Monique Rollin, André Souris, Sylvie Spycket, Jean-Michel Vaccaro, Nathalie Vaccaro und André Souris.

## Inhaltsübersicht
- Oeuvres de Robert Ballard. Édition et transcription par André Souris et Sylvie Spycket. Étude des concordances par Monique Rollin (1963, 1964), 2 vol.
- Robert Ballard. Premier Livre, 1611. Édition par André Souris et Monique Rollin (réimpr. 1976).
- Robert Ballard. Deuxième Livre, 1614 et pièces diverses. Édition par André Souris et Monique Rollin (réimpr. 1976).
- Oeuvres de Julien Belin. Édition par Michel Renault (1976).
- Oeuvres pour luth seul de Jean-Baptiste Besard. Édition par André Souris et Monique Rollin, 2e éd. (1981).
- Oeuvres des Bocquet. Édition par André Souris et Monique Rollin (1971).
- Oeuvres de Chancy, Bouvier, Belleville, Dubuisson, Chevalier. Édition par André Souris et Monique Rollin (1967).
- Oeuvres des Dubut. Édition par Monique Rollin et Jean-Michel Vaccaro (1979).
- Oeuvres de Dufaut. Édition par André Souris et Monique Rollin. Nouvelle édition complétée (1988).
- Oeuvres des Gallot. Édition par Monique Rollin (1987). (web)
- Oeuvres de Denis Gautier. Édition et transcription par Monique Rollin et François-Pierre Goy (1996).
- Oeuvres de Pierre Gautier. Édition par Monique Rollin (1984).
- Oeuvres de Gumprecht. Édition et transcription par Christian Meyer et Monique Rollin (1993).
- Adrian Le Roy. Fantaisies et danses (instruction de 1568). Édition par Pierre Jansen et Daniel Heartz (réimpr. 1975).
- Adrian Le Roy. Fantaisies, motets, chansons et danses (Premier Livre, 1551). Édition par André Souris et Richard de Morcourt (réimpr. 1975).
- Adrian Le Roy. Instruction pour le luth, 1574. Vol. 1. Introduction et texte des introductions. Édition par Jean Jacquot et Jean-Michel Vaccaro (1977).
- Adrian Le Roy. Instruction pour le luth, 1574. Vol. 2. Textes musicaux. Édition Jean-Michel Vaccaro (1977).
- Adrian Le Roy. Sixième livre de luth, 1559. Édition par Jean-Michel Vaccaro (1978).
- Adrian Le Roy, Psaumes. 1567. Édition Jean-Michel Noailly (1993).
- Oeuvres des Mercure. Édition par Monique Rollin et Jean-Michel Vaccaro (1977).
- Oeuvres de René Mesangeau. Édition par André Souris et Monique Rollin (1971).
- Oeuvres de Guillaume Morlaye, I. Édition par Michel Renault (1980)
- Oeuvres de Guillaume Morlaye, II. Oeuvres pour le luth. Manuscrits d’Uppsala. Édition par Jean-Michel Vaccaro et Nathalie Vaccaro (1989).
- Oeuvres de Charles Mouton. Édition par Monique Rollin (1992).
- Oeuvres de Jean-Paul Paladin. Édition par Michel Renault et Jean-Michel Vaccaro (1986).
- Oeuvres de Pinel. Édition par Monique Rollin et Jean-Michel Vaccaro (1982).
- Oeuvres d’Albert de Rippe. Édition, transcription et étude critique par Jean-Michel Vaccaro (1972–1975), 3 vol.
- Nicolas Vallet. Oeuvres pour luth seul. Édition par André Souris et Monique Rollin, 2e éd. (1989).
- Oeuvres de Vaumesnil, Edinthon, Perrichon, Raël, Montbuysson, La Grotte, Saman, La Barre. Édition par André Souris, Monique Rollin et Jean-Michel Vaccaro (1974).
- Oeuvres du Vieux Gautier. Édition par André Souris et Monique Rollin (1966).